# Телнет
Телнет је мрежни протокол унутар групе интернет протокола. Намена овог протокола је успостављање двосмерног осмобитног комуникационог канала између два умрежена рачунара. Најчешће се користи да осигура кориснику једног рачунара сесију за коришћење командне линије на другом рачунару. Сам назив протокола потиче од енглеских речи „телефонска мрежа“ (енгл. Telephone Network).
Телнет је развијен још у раним 1970. годинама и представља један од најстаријих протокола слоја апликације. Уобичајено је да се назив „телнет“ поред протокола, још односи и на телнет клијенте (програме) који омогућавају коришћење овог протокола, а исто тако и на сервис који омогућава овај протокол користећи се клијентом. Стога је познат и израз „телнетовати се“ на други рачунар, што означава повезивање на други рачунар користећи овај протокол.
При успостављању клијент/сервер телнет сесије између два рачунара, или најчешће између рачунара и неког од мрежних уређаја ком је потребно приступити ради подешавања параметара, телнет протокол успоставља комуникациони канал VTY (енгл. Virtual TeletYpe). Иако телнет протокол подржава аутентикацију при успостављању канала, подаци које размењују корисници нису заштићени (енкрипција). Што би значило да при пресретању података они могу бити лако протумачени. У циљу успостављања сигурности комуникације развијен је протокол (SSH) (енгл. Secure Shell) као наследник телнет протокола.

## Телнет клијенти
Програми обично доступни на свим верзијама јуникса и линукса, као и на Microsoft Windows-у. Клијенти који подржавају успостављање телнет сесије, подржавају и сесије уз помоћ (SSH) протокола.
- иде уз Мајкрософт Microsoft Windows ОС.